# گلبری دو کوتو و سیلوا
گلبری دو کوتو و سیلوا (انگلیسی: Golbery do Couto e Silva; ۲۱ اوت ۱۹۱۱ – ۱۸ سپتامبر ۱۹۸۷) سیاست‌مدار اهل برزیل بود.